# Cho In-Chul
Cho In-Chul, född den 4 mars 1976, är en sydkoreansk judoutövare.
Han tog OS-brons i herrarnas halv mellanvikt i samband med de olympiska judotävlingarna 1996 i Atlanta.
Han tog OS-silver i samma viktklass i samband med de olympiska judotävlingarna 2000 i Sydney.